# Alexis Sánchez
Alexis Alejandro Sánchez (Tocopilla, 19 december 1988) is een Chileens betaald voetballer die doorgaans als vleugelaanvaller speelt. Hij verruilde Internazionale in 2022 voor Olympique Marseille. In de zomer van 2023 verruilde hij Olympique Marseille voor Internazionale.  Sánchez debuteerde in 2006 in het Chileens voetbalelftal. Hij draagt de bijnaam El Niño Maravilla ('De Wonderjongen'), die hij kreeg van de supporters van Colo-Colo.

## Clubcarrière

### Cobreola
Sánchez tekende in 2005 zijn eerste profcontract bij Cobreloa, waarvoor hij op zijn zestiende debuteerde in de hoofdmacht. Hij speelde er vijftig wedstrijden en scoorde er twaalf keer en speelde zich als 17-jarige in de kijker bij Udinese. 

### Udinese
Dat nam hem in 2006 over van de Chileense club, maar leende hem eerst nog uit aan Colo-Colo en River Plate voor het hem in 2008 definitief naar Italië haalde. Sánchez vierde hierdoor nog Chileense landstitels in zowel de clausura (tweede seizoenshelft) van 2006 als de apertura (eerste seizoenshelft) van 2007 en een Argentijns kampioenschap in de clausura van 2008, voor hij naar Europa verkaste. Vervolgens speelde hij in het seizoen 2008/09 voor Udinese, waar hij op 14 september tegen Juventus zijn debuut voor maakte. Op 19 oktober scoorde hij tegen US Lecce zijn eerste doelpunt voor Udinese, dat ook uitkwam in de UEFA Cup. Daarin eindigde het eerste in een poule met Tottenham Hotspur, N.E.C., Spartak Moskou en Dinamo Zagreb. Het werd uiteindelijk in de kwartfinale uitgeschakeld door Werder Bremen. 
Na twee seizoenen waarin hij tot drie en vijf competitiegoals kwam, kwam hij in zijn derde jaar tot twaalf goals en tien assists. Op 27 februari 2011 scoorde hij liefst vier keer tegen Palermo FC. Met Sanchez werkte Udinese zich op van de laatste plek begin oktober tot plek vier. 

### FC Barcelona
Op 20 juli 2011 maakte FC Barcelona bekend dat het Sanchez voor 26 miljoen euro had overgenomen van Udinese. Hij werd de eerste Chileen die voor de club zou spelen. "Hij kan op alledrie de aanvallende plekken spelen en verdedigt intensief mee", vertelde toenmalig trainer Josep Guardiola over zijn nieuwe aankoop. Sanchez tekende een contract voor vijf seizoenen bij Barcelona. Hij maakte op 14 augustus in de Supercopa de España tegen rivaal Real Madrid zijn debuut voor Barcelona. In de openingswedstrijd van de competitie scoorde Sanchez tegen Villarreal zijn eerste goal voor de club. Een week later verliet hij tegenReal Sociedad geblesseerd het veld, waarna hij twee maanden buitenspel stond. Op 10 december scoorde hij tegen Real Madrid de gelijkmaker, waarna Barcelona met 3-1 zou winnen in Madrid. Dat seizoen won Sanchez met Barcelona de UEFA Super Cup, de Supercopa, het wereldkampioenschap voetbal voor clubs en de Copa del Rey. Sanchez zelf kwam tot veertien goals en zeven assists in 41 wedstrijden.
Het seizoen erna werd Sanchez kampioen van Spanje, waar hij zelf met acht goals en tien assists een mooi aandeel in had. Barcelona behaalde liefst 100 punten dat seizoen. In zijn laatste seizoen kwam hij tot 21 wedstrijden en zestien assists, zijn hoogste aantal tot dan toe. Alleen Diego Costa, Lionel Messi en Cristiano Ronaldo kwamen tot meer competitiegoals dan hij dat seizoen (19). In totaal speelde Sanchez drie seizoenen voor Barcelona, waarin hij goed was voor 141 wedstrijden, 46 goals en 37 assists. 

### Arsenal
Sánchez streek in de zomer van 2014 neer bij Arsenal. De club uit Londen nam hem voor 42,5 miljoen euro over van FC Barcelona. Hij kreeg rugnummer 17. Hij maakte op 10 augustus in de Community Shield tegen Manchester City zijn debuut voor Arsenal, dat met 3-0 won. Een week later maakte hij met een assist op Laurent Koscielny zijn debuut in de Premier League. Op 27 augustus scoorde hij in de Champions League-kwalificatiewedstrijd tegen Beşiktaş JK zijn eerste goal voor Arsenal, dat daarmee deel mocht nemen aan het hoofdtoernooi van de CL. Een paar dagen later maakte hij tegen Leicester City ook zijn eerste competitiegoal. Nadat hij derde was geëindigd in de competitie, nam hij met Arsenal deel aan de finale van de FA Cup, waarin Aston Villa met 4-0 te sterk was. Sanchez was de aangever bij de openingsgoal van Theo Walcott en verdubbelde daarna zelf de score. Daarmee werd hij de eerste Chileen sinds 1952 om te scoren in een FA Cup-finale. In zijn eerste seizoen voor Arsenal kwam hij tot 25 goals en twaalf assists in 52 wedstrijden. Dat seizoen werd hij als enige Arsenal-speler opgenomen in het PFA Team of the Year. Bovendien werd hij verkozen tot PFA Fans' Player of the Year en won hij Arsenal's Player of the Year.
Op 26 september was hij een goed voor een hattrick tegen Leicester City (5-2 overwinning). Het waren in speelronde 7 zijn eerste drie goals van het seizoen. Hij werd daarmee de eerste speler met een hattrick in de Premier League, de Serie A én La Liga. Een week later scoorde hij tweemaal in een 3-0 overwinning op Manchester United. Zijn tweede seizoen in Londen was hij goed voor zeventien goals en tien assists in 41 wedstrijden. Aan het begin van het seizoen 2016/17 nam hij rugnummer 7 over van de naar Sparta Praag vertrokken Tomáš Rosický. Dat seizoen zou het meest productieve seizoen uit zijn carrière worden. Zo scoorde hij onder meer een hattrick tegen West Ham United op 3 december, mede waardoor hij 24 competitiegoals (en tien assists) uitkwam. Daarmee eindigde hij derde op de topscorerslijst achter Romelu Lukaku (25) en Harry Kane (29) en werd hij de eerste Arsenal-speler sinds Robin van Persie met meer dan twintig competitiegoals in één seizoen. Dat seizoen won hij opnieuw de FA Cup, door in de finale rivaal Chelsea te verslaan. Hij werd opgenomen in de shortlist voor PFA Player of the Year en won nogmaals de prijs voor Arsenal's Player of the Year.  
In de zomer van 2017 gingen er veel geruchten over zijn vertrek bij Arsenal. Op deadline day werd een transfer naar Manchester City afgebroken omdat een vraag naar Thomas Lemar als mogelijke vervanger werd afgewezen. In de winterstop stond hij op acht goals en vier assists in 22 wedstrijden. Dat bracht zijn totaalaantal voor Arsenal op 166 wedstrijden, waarin hij goed was voor tachtig doelpunten en 46 assists. 

### Manchester United
In de winterstop van het seizoen 2017/18 stapte Sánchez over naar Manchester United. De overeenkomst werd op 22 januari 2018 afgerond. Als onderdeel van de deal bewandelde Henrich Mchitarjan de omgekeerde weg. Vier dagen later maakte Sánchez zijn debuut voor Manchester United. Dat gebeurde in een met 4–0 gewonnen FA Cup-wedstrijd (vierde ronde) tegen Yeovil Town, de nummer 21 van de League Two. De Chileen leverde meteen zijn eerste assist af. Hij was de aangever bij de 0–2 van Ander Herrera. Op 3 februari was hij tegen Huddersfield Town goed voor zijn eerste goal voor Manchester United. 
Zijn dienstverband bij deze club werd geen succes. Volgens Sánchez zelf was dit vooral te wijten aan een verkeerde groepsdynamiek bij United in de periode dat hij daar speelde. Hij speelde slechts anderhalf jaar voor Manchester United, waarin hij 45 wedstrijden speelde. Hierin kwam hij tot vijf goals en negen assists.

### Internazionale
In seizoen 2019/20 werd hij verhuurd aan Internazionale, waarvoor hij op 14 september tegen zijn voormalig werkgever Udinese zijn debuut maakte. Op 28 september scoorde hij tegen UC Sampdoria zijn eerste doelpunt maar pakte hij ook binnen 46 minuten twee keer geel. Vervolgens miste hij bijna drie maanden door een kuitbeenblessure. Na zijn herstel kwam hij in de tweede seizoenshelft tot drie goals en negen assists, waarna Internazionale in de zomer besloot de Chileen transfervrij definitief over te nemen. Dat seizoen scoorde hij zeven goals en gaf hij acht assists in 38 wedstrijden. Bovendien pakte Internazionale dat seizoen voor het eerst in elf jaar het kampioenschap. 
Op 12 januari 2022 scoorde Sanchez de winnende tegen Juventus FC in strijd om de Supercoppa (2-1 winst). In alle competities kwam hij dat seizoen tot negen goals en vijf assists.

### Olympique Marseille
In de zomer van 2022 trok Sanchez transfervrij naar Olympique de Marseille, waar hij een contract voor één seizoen tekende. Op 14 augustus debuteerde hij tegen Stade Brestois en twee weken later scoorde hij tegen OGC Nice zijn eerste twee goals voor Marseille. Hij scoorde achttien goals in alle competities voor Marseille.

### Terug bij Inter
Na een jaar afwezigheid keerde Sanchez terug bij Inter, om daar te fungeren als stand-in van de spitsen Lautaro Martínez en Marcus Thuram. Hij kwam tot vier goals en vijf assists in 33 wedstrijden, die hij vooral als invaller speelde. 

## Clubstatistieken
| Seizoen | Club                | Competitie       | Competitie | Competitie | Competitie | Beker | Beker | Beker | Europa | Europa | Europa | Totaal | Totaal | Totaal |
| Seizoen | Club                | Competitie       | Wed.       | Dlp.       | Ass.       | Wed.  | Dlp.  | Ass.  | Wed.   | Dlp.   | Ass.   | Wed.   | Dlp.   | Ass.   |
| ------- | ------------------- | ---------------- | ---------- | ---------- | ---------- | ----- | ----- | ----- | ------ | ------ | ------ | ------ | ------ | ------ |
| 2005    | Cobreloa            | Primera División | 35         | 3          | 0          | —     | —     | —     | 3      | 0      | 0      | 38     | 3      | 0      |
| 2006    | Cobreloa            | Primera División | 12         | 9          | 0          | —     | —     | —     | —      | —      | —      | 12     | 9      | 0      |
| 2006    | Colo-Colo           | Primera División | 18         | 4          | 0          | 0     | 0     | 0     | 10     | 1      | 3      | 10     | 1      | 3      |
| 2007    | Colo-Colo           | Primera División | 14         | 1          | 0          | 0     | 0     | 0     | 7      | 3      | 1      | 21     | 4      | 1      |
| 2007/08 | River Plate         | Primera División | 23         | 4          | 3          | 0     | 0     | 0     | 8      | 0      | 0      | 31     | 4      | 3      |
| 2008/09 | Udinese             | Serie A          | 32         | 3          | 2          | 2     | 0     | 1     | 9      | 0      | 0      | 43     | 3      | 3      |
| 2009/10 | Udinese             | Serie A          | 32         | 5          | 4          | 4     | 1     | 2     | —      | —      | —      | 36     | 6      | 6      |
| 2010/11 | Udinese             | Serie A          | 31         | 12         | 10         | 2     | 0     | 1     | —      | —      | —      | 33     | 12     | 11     |
| 2011/12 | FC Barcelona        | Primera División | 25         | 11         | 7          | 8     | 1     | 0     | 8      | 2      | 0      | 41     | 14     | 7      |
| 2012/13 | FC Barcelona        | Primera División | 29         | 8          | 10         | 8     | 2     | 1     | 9      | 1      | 3      | 46     | 11     | 14     |
| 2013/14 | FC Barcelona        | Primera División | 34         | 19         | 12         | 11    | 2     | 3     | 9      | 0      | 1      | 54     | 21     | 16     |
| 2014/15 | Arsenal             | Premier League   | 35         | 16         | 8          | 8     | 5     | 3     | 9      | 4      | 1      | 52     | 25     | 12     |
| 2015/16 | Arsenal             | Premier League   | 30         | 13         | 5          | 4     | 1     | 1     | 7      | 3      | 5      | 41     | 17     | 11     |
| 2016/17 | Arsenal             | Premier League   | 38         | 24         | 11         | 5     | 3     | 3     | 8      | 3      | 4      | 51     | 30     | 18     |
| 2017/18 | Arsenal             | Premier League   | 19         | 7          | 3          | 2     | 0     | 1     | 1      | 1      | 0      | 22     | 8      | 4      |
| 2017/18 | Manchester United   | Premier League   | 12         | 2          | 3          | 4     | 1     | 2     | 2      | 0      | 0      | 18     | 3      | 5      |
| 2018/19 | Manchester United   | Premier League   | 20         | 1          | 3          | 3     | 1     | 1     | 4      | 0      | 0      | 27     | 2      | 4      |
| 2019/20 | Internazionale      | Serie A          | 22         | 4          | 9          | 4     | 0     | 0     | 6      | 0      | 1      | 32     | 4      | 10     |
| 2020/21 | Internazionale      | Serie A          | 30         | 7          | 7          | 3     | 0     | 1     | 5      | 0      | 0      | 38     | 7      | 8      |
| 2021/22 | Internazionale      | Serie A          | 27         | 5          | 3          | 6     | 3     | 1     | 6      | 1      | 1      | 39     | 9      | 5      |
| 2022/23 | Olympique Marseille | Ligue 1          | 35         | 14         | 3          | 4     | 2     | 0     | 5      | 2      | 0      | 44     | 18     | 3      |
| 2023/24 | Internazionale      | Serie A          | 23         | 2          | 5          | 2     | 0     | 0     | 8      | 2      | 0      | 33     | 4      | 5      |
| 2024/25 | Udinese             | Serie A          | 0          | 0          | 0          | 0     | 0     | 0     | 0      | 0      | 0      | 0      | 0      | 0      |
| TOTAAL  | TOTAAL              | TOTAAL           | 576        | 174        | 107        | 78    | 22    | 21    | 124    | 23     | 20     | 778    | 219    | 148    |

## Interlandcarrière
Sánchez debuteerde op 27 april 2006 in de vriendschappelijke wedstrijd tegen Nieuw-Zeeland als Chileens international, net als verdediger Waldo Ponce (Universidad de Chile). Hij viel in die wedstrijd na 58 minuten in voor Juan Lorca. Sindsdien speelde Sánchez meer dan honderd interlands voor zijn Zuid-Amerikaanse vaderland, onder meer in de kwalificatie voor het WK 2010. Hij maakte hierin dusdanig indruk op bondscoach Marcelo Bielsa dat die hem opnam in zijn 23-koppige selectie voor het hoofdtoernooi. Sánchez begon daar in alle drie de groepswedstrijden en ook in de met 3-1 verloren achtste finale tegen Brazilië in de basisopstelling. Sánchez maakte deel uit van de selectie van bondscoach Jorge Sampaoli op het WK voetbal 2014 in Brazilië. Hij won met de Chileense nationale ploeg de Copa América 2015 en een jaar later de Copa América Centenario. Na het winnen van het laatstgenoemde evenement werd hij ook uitgeroepen tot speler van het toernooi.
| Interlands van Alexis Sánchez voor Chili | Interlands van Alexis Sánchez voor Chili | Interlands van Alexis Sánchez voor Chili | Interlands van Alexis Sánchez voor Chili | Interlands van Alexis Sánchez voor Chili | Interlands van Alexis Sánchez voor Chili |
| №                                        | Datum                                    | Wedstrijd                                | Uitslag                                  | Competitie                               | Goals                                    |
| ---------------------------------------- | ---------------------------------------- | ---------------------------------------- | ---------------------------------------- | ---------------------------------------- | ---------------------------------------- |
| 1                                        | 27 apr 2006                              | Chili – Nieuw-Zeeland                    | 1–0                                      | Vriendschappelijk                        |                                          |
| 2                                        | 24 mei 2006                              | Ierland – Chili                          | 0–1                                      | Vriendschappelijk                        |                                          |
| 3                                        | 30 mei 2006                              | Chili – Ivoorkust                        | 1–1                                      | Vriendschappelijk                        |                                          |
| 4                                        | 02 jun 2006                              | Zweden – Chili                           | 1–1                                      | Vriendschappelijk                        |                                          |
| 5                                        | 16 aug 2006                              | Chili – Colombia                         | 1–2                                      | Vriendschappelijk                        |                                          |
| 6                                        | 07 feb 2007                              | Venezuela – Chili                        | 0–1                                      | Vriendschappelijk                        |                                          |
| 7                                        | 19 mei 2007                              | Argentinië – Chili                       | 0–0                                      | Vriendschappelijk                        |                                          |
| 8                                        | 07 sep 2007                              | Zwitserland – Chili                      | 2–1                                      | Vriendschappelijk                        | Goal                                     |
| 9                                        | 11 sep 2007                              | Oostenrijk – Chili                       | 0–2                                      | Vriendschappelijk                        |                                          |
| 10                                       | 26 maa 2008                              | Israël – Chili                           | 1–0                                      | Vriendschappelijk                        |                                          |
| 11                                       | 4 jun 2008                               | Chili – Guatemala                        | 2–0                                      | Vriendschappelijk                        | Goal · Goal                              |
| 12                                       | 15 jun 2008                              | Bolivia – Chili                          | 0–2                                      | WK-kwalificatie                          |                                          |
| 13                                       | 19 jun 2008                              | Venezuela – Chili                        | 2–3                                      | WK-kwalificatie                          |                                          |
| 14                                       | 20 aug 2008                              | Turkije – Chili                          | 1–0                                      | Vriendschappelijk                        |                                          |
| 15                                       | 07 sep 2008                              | Chili – Brazilië                         | 0–3                                      | WK-kwalificatie                          |                                          |
| 16                                       | 10 sep 2008                              | Chili – Colombia                         | 4–0                                      | WK-kwalificatie                          |                                          |
| 17                                       | 12 okt 2008                              | Ecuador – Chili                          | 1–0                                      | WK-kwalificatie                          |                                          |
| 18                                       | 19 nov 2008                              | Chili – Spanje                           | 0–3                                      | Vriendschappelijk                        |                                          |
| 19                                       | 11 deb 2009                              | Zuid-Afrika – Chili                      | 0–3                                      | Vriendschappelijk                        | Goal                                     |
| 20                                       | 29 maa 2009                              | Peru – Chili                             | 1–3                                      | WK-kwalificatie                          | Goal                                     |
| 21                                       | 01 apr 2009                              | Chili – Uruguay                          | 0–0                                      | WK-kwalificatie                          |                                          |
| 22                                       | 06 jun 2009                              | Paraguay – Chili                         | 0–2                                      | WK-kwalificatie                          |                                          |
| 23                                       | 10 jun 2009                              | Chili – Bolivia                          | 4–0                                      | WK-kwalificatie                          | Goal · Goal                              |
| 24                                       | 12 aug 2009                              | Denemarken – Chili                       | 1–2                                      | Vriendschappelijk                        | Goal                                     |
| 25                                       | 05 sep 2009                              | Chili – Venezuela                        | 2–2                                      | WK-kwalificatie                          |                                          |
| 26                                       | 09 sep 2009                              | Brazilië – Chili                         | 4–2                                      | WK-kwalificatie                          |                                          |
| 27                                       | 14 okt 2009                              | Chili – Ecuador                          | 1–0                                      | WK-kwalificatie                          |                                          |
| 28                                       | 26 May 2010                              | Chili – Zambia                           | 3–0                                      | Vriendschappelijk                        | Goal · Goal                              |
| 29                                       | 30 mei 2010                              | Chili – Israël                           | 3–0                                      | Vriendschappelijk                        | Goal                                     |
| 30                                       | 16 jun 2010                              | Honduras – Chili                         | 0–1                                      | WK-eindronde                             |                                          |
| 31                                       | 21 jun 2010                              | Chili – Zwitserland                      | 1–0                                      | WK-eindronde                             |                                          |
| 32                                       | 25 jun 2010                              | Chili – Spanje                           | 1–2                                      | WK-eindronde                             |                                          |
| 33                                       | 28 jun 2010                              | Brazilië – Chili                         | 3–0                                      | WK-eindronde                             |                                          |
| 34                                       | 26 maa 2011                              | Chili – Uruguay                          | 2–0                                      | Vriendschappelijk                        | Goal                                     |
| 35                                       | 26 maa 2011                              | Portugal – Chili                         | 1–1                                      | Vriendschappelijk                        |                                          |
| 36                                       | 29 maa 2011                              | Colombia – Chili                         | 0–2                                      | Vriendschappelijk                        |                                          |
| 37                                       | 19 jun 2011                              | Chili – Estland                          | 4–0                                      | Vriendschappelijk                        | Goal                                     |
| 38                                       | 04 jul 2011                              | Chili – Mexico                           | 2–1                                      | Copa América                             |                                          |
| 39                                       | 08 jul 2011                              | Uruguay – Chili                          | 1–1                                      | Copa América                             | Goal                                     |
| 40                                       | 12 jul 2011                              | Chili – Peru                             | 1–0                                      | Copa América                             |                                          |
| 41                                       | 17 jul 2011                              | Chili – Venezuela                        | 1–2                                      | Copa América                             |                                          |
| 42                                       | 10 aug 2011                              | Frankrijk – Chili                        | 1–1                                      | Vriendschappelijk                        |                                          |
| 43                                       | 2 sep 2011                               | Spanje – Chili                           | 3–2                                      | Vriendschappelijk                        |                                          |
| 44                                       | 4 okt 2011                               | Mexico – Chili                           | 1–0                                      | Vriendschappelijk                        |                                          |
| 45                                       | 15 nov 2011                              | Chili – Paraguay                         | 2–0                                      | WK-kwalificatie                          |                                          |
| 46                                       | 29 feb 2012                              | Chili – Ghana                            | 1–1                                      | Vriendschappelijk                        |                                          |
| 47                                       | 02 jun 2012                              | Bolivia – Chili                          | 0–2                                      | WK-kwalificatie                          |                                          |
| 48                                       | 09 jun 2012                              | Venezuela – Chili                        | 0–2                                      | WK-kwalificatie                          |                                          |
| 49                                       | 15 aug 2012                              | Ecuador – Chili                          | 3–0                                      | Vriendschappelijk                        |                                          |
| 50                                       | 11 sep 2012                              | Chili – Colombia                         | 1–3                                      | WK-kwalificatie                          |                                          |
| 51                                       | 12 okt 2012                              | Ecuador – Chili                          | 3–1                                      | WK-kwalificatie                          |                                          |
| 52                                       | 16 okt 2012                              | Chili – Argentinië                       | 1–2                                      | WK-kwalificatie                          |                                          |
| 53                                       | 14 nov 2013                              | Chili – Servië                           | 1–3                                      | Vriendschappelijk                        |                                          |
| 54                                       | 6 feb 2013                               | Chili – Egypte                           | 2–1                                      | Vriendschappelijk                        |                                          |
| 55                                       | 22 maa 2013                              | Peru – Chili                             | 1–0                                      | WK-kwalificatie                          |                                          |
| 56                                       | 7 jun 2013                               | Paraguay – Chili                         | 1–2                                      | WK-kwalificatie                          |                                          |
| 57                                       | 11 jun 2013                              | Chili – Bolivia                          | 3–1                                      | WK-kwalificatie                          | Goal                                     |
| 58                                       | 14 aug 2013                              | Chili – Irak                             | 6–0                                      | Vriendschappelijk                        | Goal · Goal                              |
| 59                                       | 06 sep 2013                              | Chili – Venezuela                        | 3–0                                      | WK-kwalificatie                          |                                          |
| 60                                       | 10 sep 2013                              | Chili – Spanje                           | 2–2                                      | Vriendschappelijk                        |                                          |
| 61                                       | 11 okt 2013                              | Colombia – Chili                         | 3–3                                      | WK-kwalificatie                          | Goal · Goal                              |
| 62                                       | 15 okt 2013                              | Chili – Ecuador                          | 2–1                                      | WK-kwalificatie                          | Goal                                     |
| 63                                       | 15 nov 2013                              | Engeland – Chili                         | 0–2                                      | Vriendschappelijk                        | Goal · Goal                              |
| 64                                       | 19 nov 2013                              | Brazilië – Chili                         | 2–1                                      | Vriendschappelijk                        |                                          |
| 65                                       | 05 maa 2014                              | Duitsland – Chili                        | 1–0                                      | Vriendschappelijk                        |                                          |
| 66                                       | 30 mei 2014                              | Chili – Egypte                           | 3–2                                      | Vriendschappelijk                        |                                          |
| 67                                       | 04 jun 2014                              | Chili – Noord-Ierland                    | 2–0                                      | Vriendschappelijk                        |                                          |
| 68                                       | 13 jun 2014                              | Chili – Australië                        | 3–1                                      | WK-eindronde                             | Goal                                     |
| 69                                       | 18 jun 2014                              | Spanje – Chili                           | 0–2                                      | WK-eindronde                             |                                          |
| 70                                       | 23 jun 2014                              | Nederland – Chili                        | 2–0                                      | WK-eindronde                             |                                          |
| 71                                       | 28 jun 2014                              | Brazilië – Chili                         | 1–1                                      | WK-eindronde                             | Goal                                     |
| 72                                       | 06 sep 2014                              | Chili – Mexico                           | 0–0                                      | Vriendschappelijk                        |                                          |
| 73                                       | 09 sep 2014                              | Chili – Haïti                            | 1–0                                      | Vriendschappelijk                        |                                          |
| 74                                       | 10 okt 2014                              | Chili – Peru                             | 3–0                                      | Vriendschappelijk                        |                                          |
| 75                                       | 14 okt 2014                              | Chili – Bolivia                          | 2–2                                      | Vriendschappelijk                        |                                          |
| 76                                       | 14 nov 2014                              | Chili – Venezuela                        | 5–0                                      | Vriendschappelijk                        | Goal                                     |
| 77                                       | 18 nov 2014                              | Chili – Uruguay                          | 1–2                                      | Vriendschappelijk                        | Goal                                     |
| 78                                       | 26 maa 2015                              | Chili – Iran                             | 0–2                                      | Vriendschappelijk                        |                                          |
| 79                                       | 29 maa 2015                              | Brazilië – Chili                         | 1–0                                      | Vriendschappelijk                        |                                          |
| 80                                       | 05 jun 2015                              | Chili – El Salvador                      | 1–0                                      | Vriendschappelijk                        |                                          |
| 81                                       | 11 jun 2015                              | Chili – Ecuador                          | 2–0                                      | Copa América                             |                                          |
| 82                                       | 15 jun 2015                              | Chili – Mexico                           | 3–3                                      | Copa América                             |                                          |
| 83                                       | 19 jun 2015                              | Chili – Bolivia                          | 5–0                                      | Copa América                             | Goal                                     |
| 84                                       | 24 jun 2015                              | Chili – Uruguay                          | 1–0                                      | Copa América                             |                                          |
| 85                                       | 29 jun 2015                              | Chili – Peru                             | 2–1                                      | Copa América                             |                                          |
| 86                                       | 04 jul 2015                              | Chili – Argentinië                       | 0–0                                      | Copa América                             |                                          |
| 87                                       | 05 sep 2015                              | Chili – Paraguay                         | 3–2                                      | Vriendschappelijk                        | Goal                                     |
| 88                                       | 08 okt 2015                              | Chili – Brazilië                         | 2–0                                      | WK-kwalificatie                          | Goal                                     |
| 89                                       | 13 okt 2015                              | Peru – Chili                             | 3–4                                      | WK-kwalificatie                          | Goal · Goal                              |
| 90                                       | 12 nov 2015                              | Chili – Colombia                         | 1–1                                      | WK-kwalificatie                          |                                          |
| 91                                       | 17 nov 2015                              | Uruguay – Chili                          | 3–0                                      | WK-kwalificatie                          |                                          |
| 92                                       | 24 maa 2016                              | Chili – Argentinië                       | 1–2                                      | WK-kwalificatie                          |                                          |
| 93                                       | 29 maa 2016                              | Venezuela – Chili                        | 1–4                                      | WK-kwalificatie                          |                                          |
| 94                                       | 27 mei 2016                              | Chili – Jamaica                          | 1–2                                      | Vriendschappelijk                        |                                          |
| 95                                       | 01 jun 2016                              | Mexico – Chili                           | 1–0                                      | Vriendschappelijk                        |                                          |
| 96                                       | 06 jun 2016                              | Argentinië – Chili                       | 2–1                                      | Copa América                             |                                          |
| 97                                       | 10 jun 2016                              | Chili – Bolivia                          | 2–1                                      | Copa América                             |                                          |
| 98                                       | 14 jun 2016                              | Panama – Chili                           | 2–4                                      | Copa América                             | Goal · Goal                              |
| 99                                       | 18 jun 2016                              | Mexico – Chili                           | 0–7                                      | Copa América                             | Goal                                     |
| 100                                      | 22 jun 2016                              | Colombia – Chili                         | 0–2                                      | Copa América                             |                                          |
| 101                                      | 26 jun 2016                              | Argentinië – Chili                       | 0–0                                      | Copa América                             |                                          |
| 102                                      | 02 sep 2016                              | Paraguay – Chili                         | 2–1                                      | WK-kwalificatie                          |                                          |
| 103                                      | 06 sep 2016                              | Chili – Bolivia                          | 3–0                                      | WK-kwalificatie                          |                                          |
| 104                                      | 06 okt 2016                              | Ecuador – Chili                          | 3–0                                      | WK-kwalificatie                          |                                          |
| 105                                      | 11 okt 2016                              | Chili – Peru                             | 2–1                                      | WK-kwalificatie                          |                                          |
| 106                                      | 15 nov 2016                              | Chili – Uruguay                          | 3–1                                      | WK-kwalificatie                          | Goal · Goal                              |
| 107                                      | 24 maa 2017                              | Argentinië – Chili                       | 1–0                                      | WK-kwalificatie                          |                                          |
| 108                                      | 29 maa 2017                              | Chili – Venezuela                        | 3–1                                      | WK-kwalificatie                          | Goal                                     |
| 109                                      | 09 jun 2017                              | Rusland – Chili                          | 1–1                                      | Vriendschappelijk                        |                                          |
| 110                                      | 13 jun 2017                              | Roemenië – Chili                         | 3–2                                      | Vriendschappelijk                        |                                          |
| 111                                      | 18 jun 2017                              | Kameroen – Chili                         | 0–2                                      | FIFA Confederations Cup                  |                                          |
| 112                                      | 22 jun 2017                              | Duitsland – Chili                        | 1–1                                      | FIFA Confederations Cup                  | Goal                                     |
| 113                                      | 25 jun 2017                              | Chili – Australië                        | 1–1                                      | FIFA Confederations Cup                  |                                          |
| 114                                      | 28 jun 2017                              | Portugal – Chili                         | 0–0                                      | FIFA Confederations Cup                  |                                          |
| 115                                      | 02 jul 2017                              | Chili – Duitsland                        | 0–1                                      | FIFA Confederations Cup                  |                                          |
| 116                                      | 31 aug 2017                              | Chili – Paraguay                         | 0–3                                      | WK-kwalificatie                          |                                          |
| 117                                      | 5 sep 2017                               | Bolivia – Chili                          | 1–0                                      | WK-kwalificatie                          |                                          |
| 118                                      | 6 okt 2017                               | Chili – Ecuador                          | 2–1                                      | WK-kwalificatie                          | Goal                                     |
| 119                                      | 11 okt 2017                              | Brazilië – Chili                         | 3–0                                      | WK-kwalificatie                          |                                          |

## Erelijst

### Als speler
| Competitie                          |           |                  |           |           |
| Competitie                          | Aantal    | Jaren            |           |           |
| Colo-Colo                           | Colo-Colo | Colo-Colo        | Colo-Colo | Colo-Colo |
| ----------------------------------- | --------- | ---------------- | --------- | --------- |
| Primera División (winnaar Apertura) | 1x        | 2007             |           |           |
| Primera División (winnaar Clausura) | 1x        | 2006             |           |           |
| River Plate                         |           |                  |           |           |
| Primera División (winnaar Clausura) | 1x        | 2008             |           |           |
| FC Barcelona                        |           |                  |           |           |
| UEFA Super Cup                      | 1x        | 2011             |           |           |
| FIFA Club World Cup                 | 1x        | 2011             |           |           |
| Primera División                    | 1x        | 2012/2013        |           |           |
| Copa Del Rey                        | 1x        | 2011/2012        |           |           |
| Supercopa de España                 | 2x        | 2011, 2013       |           |           |
| Arsenal                             |           |                  |           |           |
| FA Cup                              | 2x        | 2014/15, 2016/17 |           |           |
| FA Community Shield                 | 1x        | 2014             |           |           |
| Internazionale                      |           |                  |           |           |
| Serie A                             | 2x        | 2020/21, 2023/24 |           |           |
| Coppa Italia                        | 1x        | 2021/22          |           |           |
| Supercoppa Italiana                 | 2x        | 2021, 2023       |           |           |

| Competitie              | Winnaar | Winnaar    | Runner-up | Runner-up | Derde  | Derde |
| Competitie              | Aantal  | Jaren      | Aantal    | Jaren     | Aantal | Jaren |
| Chili                   | Chili   | Chili      | Chili     | Chili     | Chili  | Chili |
| ----------------------- | ------- | ---------- | --------- | --------- | ------ | ----- |
| CONMEBOL Copa América   | 2x      | 2015, 2016 |           |           |        |       |
| FIFA Confederations Cup |         |            | 1x        | 2017      |        |       |

### Individueel als speler
| Serie A Speler van de Maand                   | 1x | Februari 2011              |
| PFA Fans' Premier League Player of the Month  | 2x | Oktober 2014, oktober 2015 |
| Arsenal Speler van het Seizoen                | 2x | 2014/15, 2016/17           |
| BBC Doelpunt van de Maand                     | 1x | Oktober 2015               |
| PFA Fans' Player of the Year                  | 1x | 2015                       |
| FSF Player of the Year                        | 1x | 2015                       |
| Facebook FA Premier League Player of the Year | 1x | 2015                       |
| Kids' Choice Awards Favorite UK Footballer    | 1x | 2015                       |
| Copa América Team van het Toernooi            | 1x | 2016                       |
| Confederations Cup Zilveren Bal               | 1x | 2017                       |

## Privé
Een Spaanse rechtbank veroordeelde Sánchez op 7 februari 2018 veroordeelde tot zestien maanden celstraf wegens belastingontduiking. Hij zou in 2012 en 2013 rond de verkoop van zijn beeldrecht bijna een miljoen euro aan belastinggeld hebben achtergehouden. Dat vergrijp vond plaats toen hij voor FC Barcelona speelde. Sánchez hoefde niet daadwerkelijk de cel in, omdat de strafmaat onder de twee jaar lag en hij geen eerdere veroordeling op zijn naam had. De voetballer accepteerde de straf en moest naast de achterstallige belasting ook een boete van 590.000 euro betalen.